# Primer tratado gramatical

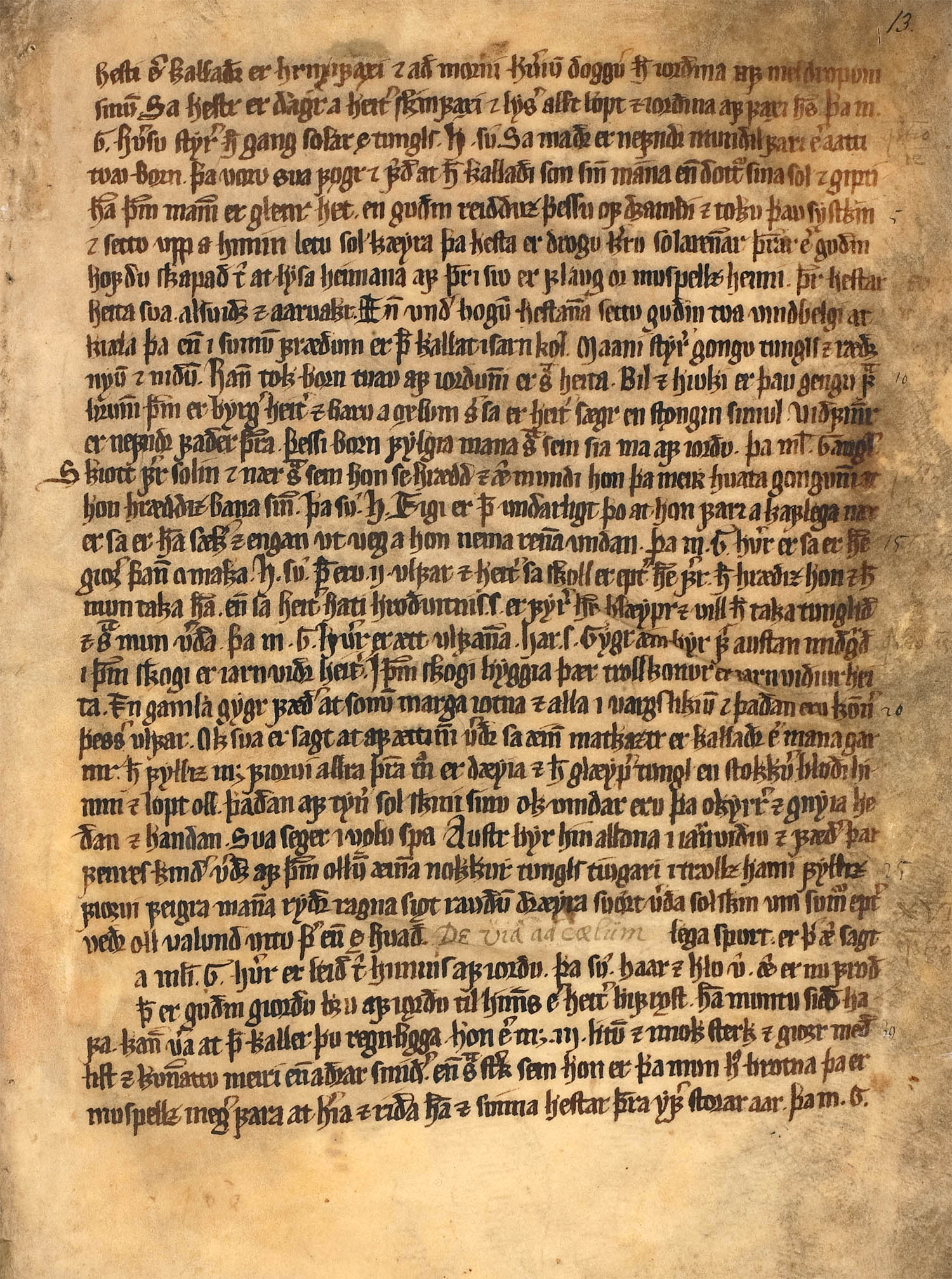
Página del Codex Wormianus, manuscrito medieval de mediados del que hoy se considera perdido. La única copia conocida se quemó en el incendio de Estocolmo del 7 de mayo de 1697.

Primer tratado gramatical (islandés: Fyrsta málfræðiritgerðin; inglés: First Grammatical Treatise) es el nombre por el que se conoce el primer ensayo de autor anónimo, escrito entre 1140 y 1180, sobre fonología como base de la ortografía del nórdico antiguo. La obra también ofrece una adaptación del alfabeto latino al islandés antiguo y fue escrito para facilitar la escritura y lectura de la lengua vernacular común en la isla.
Algunas teorías intentan encontrar candidatos de la autoría del tratado en Hallur Teitsson, o Þóroddur Gamlason.
Se han conservado diversos manuscritos, a resaltar:
- AM 748 I b 4° (c. 1300-25)
- AM 242 fol (c. 1350) Codex Wormianus
- AM 757 a 4° (c. 1400)
- AM 744 4° (principios del siglo XVIII, de Jón Ólafsson)
- AM 158 8°ˣ (principios del siglo XVIII, de Jón Ólafsson)